# 8124 Guardi
8124 Guardi è un asteroide della fascia principale. Scoperto nel 1971, presenta un'orbita caratterizzata da un semiasse maggiore pari a 2,1349193 UA e da un'eccentricità di 0,0696082, inclinata di 2,76798° rispetto all'eclittica.